# Батасек
Ба́тасек (венг. Bátaszék) — город в центре Венгрии, в медье Тольна. Население — 6 887 жителей. Батасек расположен примерно в 15 километрах к югу от столицы медье — Сексарда и в 15 километрах к западу от города Байя. К востоку от города, между ним и Дунаем простирается заповедный лес Геменц, входящий в состав национального парка Дунай-Драва.

## Туризм
Через Батасек проходит Тропа Султана — туристический пешеходный маршрут, начинающийся в Вене и заканчивающийся в Стамбуле. Проходит через территории Австрии, Словакии, Венгрии, Хорватии, Сербии, Румынии, Болгарии, Греции (Восточная Македония и Фракия) и Турции.

## Население
| Год  | Численность | Численность |
| ---- | ----------- | ----------- |
| 2013 | 6380        | [ 3 ]       |
| 2014 | 6307        | [ 4 ]       |
| 2015 | 6217        | [ 5 ]       |
| 2021 | 6011        | [ 6 ]       |
| 2022 | 5921        | [ 7 ]       |
| 2023 | 5914        | [ 8 ]       |
| 2024 | 5851        | [ 2 ]       |

## Города-побратимы
- Безигхайм, Германия